# Lisboa
|  | Per a altres significats, vegeu «Lisboa (desambiguació)». |

Lisboa (en portuguès i en català), tradicionalment i històricament anomenada Lisbona en català, és la capital i la ciutat més gran de l'estat de Portugal. Se situa a l'estuari del riu Tajo (Tejo en portuguès). A més de la capital del país, és la capital del districte de Lisboa, de la regió de Lisboa, de l'Àrea Metropolitana de Lisboa; i és, també, el centre principal de la subregió estadística de la Gran Lisboa. La ciutat té una població de 547.631 (2011) habitants; i l'àrea metropolitana, 3 milions (una quarta part de la població del país). Lisboa és la ciutat més rica de Portugal, amb un PIB per capita superior a la mitjana europea.
La superfície del municipi és de 83,84 km², amb una densitat de població de 6.518,1 hab./km². El municipi està dividit en 53 freguesies (parròquies civils) i és limitat, al nord, pels municipis d'Odivelas i Loures; a l'oest, per Oeiras; al nord-est, per Amadora; i a l'est i al sud, per l'estuari del Tejo. Per l'estuari Lisboa es connecta als municipis del Margem Sul: Almada, Seixal, Barreiro, Moita, Montijo i Alcochete.

## Geografia
Lisboa es troba a la latitud 38° 43′ nord i longitud 9° 8′ oest, cosa que la converteix en la capital més occidental de l'Europa continental. Es troba a l'oest del país, a la costa de l'oceà Atlàntic, al lloc on el Tajo s'uneix amb l'oceà. La ciutat ocupa una àrea de 84,6 km². Els límits de la ciutat, al contrari del que passa normalment a les grans ciutats, es troben ben delimitats dins del perímetre històric. Això va produir la creació de diverses ciutats al voltant de Lisboa, com Loures, Odivelas, Amadora i Oeiras, que són de facto part del perímetre metropolità de Lisboa.
El centre històric de la ciutat es compon de set turons: alguns carrers són massa costeruts per permetre el pas de vehicles; la ciutat se serveix de tres funiculars i un elevador (elevador de Santa Justa). La part occidental de la ciutat és ocupada pel Parc Forestal Monsanto, un dels parcs urbans més grans d'Europa amb una àrea de gairebé 10 quilòmetres quadrats.
Situada al marge dret (al nord) de l'estuari del Tajo, dos ponts uneixen la ciutat amb l'altra vora:
- El Pont 25 d'abril, inaugurat el 1966 amb el nom de pont Salazar i posteriorment rebatejat segons la data de la Revolució dels Clavells.
- El Pont Vasco da Gama, inaugurat el maig de 1998, amb 18 km de longitud, és el més llarg d'Europa i un dels més llargs del món.

Fa segles l'estuari era més ample, i la seva reducció amb el pas dels anys ha provocat l'ampliació del terreny disponible per a la ciutat.

### Clima
Lisboa té un clima mediterrani tot i ser a l'oceà atlàntic, donada la influència del Corrent del Golf. En destaca un total de pluja anual relativament alt (750 litres) i una forta secada estival. Com a mitjana, hi ha 3.300 hores de clima assolellat a l'any i cent dies amb pluges. Rarament baixa la temperatura de 5 °C, que normalment roman en una mitjana de 10 °C.
Per estacions, els estius són calents i secs amb temperatures diàries màximes entre 26 i 29 °C, i les mínimes entre 16 i 18 °C. Els hiverns són plujosos i frescos amb temperatures entre 8 i 15 °C, mentre la primavera i la tardor són suaus. Les temperatures extremes màximes poden arribar als 36 °C i a 2 °C les més fredes.
Té de 2.900 a 3.300 hores de sol anuals.

### Nucli històric

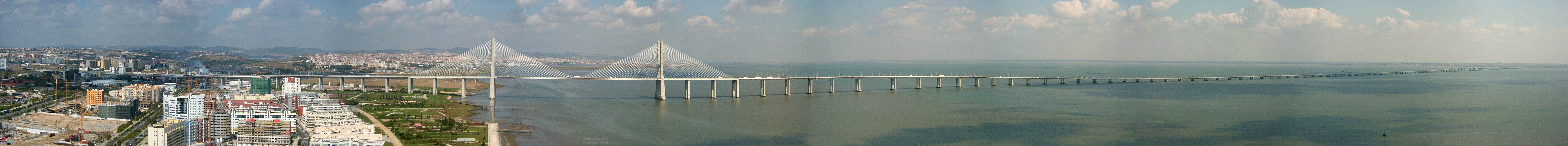
Vista panoràmica del pont Vasco da Gama sobre el riu Tajo

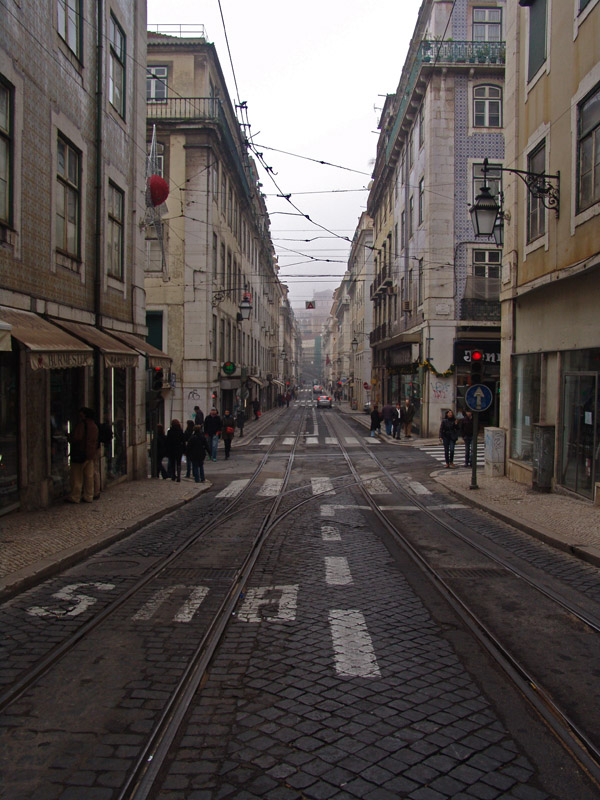
Carrer cèntric de Lisboa, al barri de Baixa

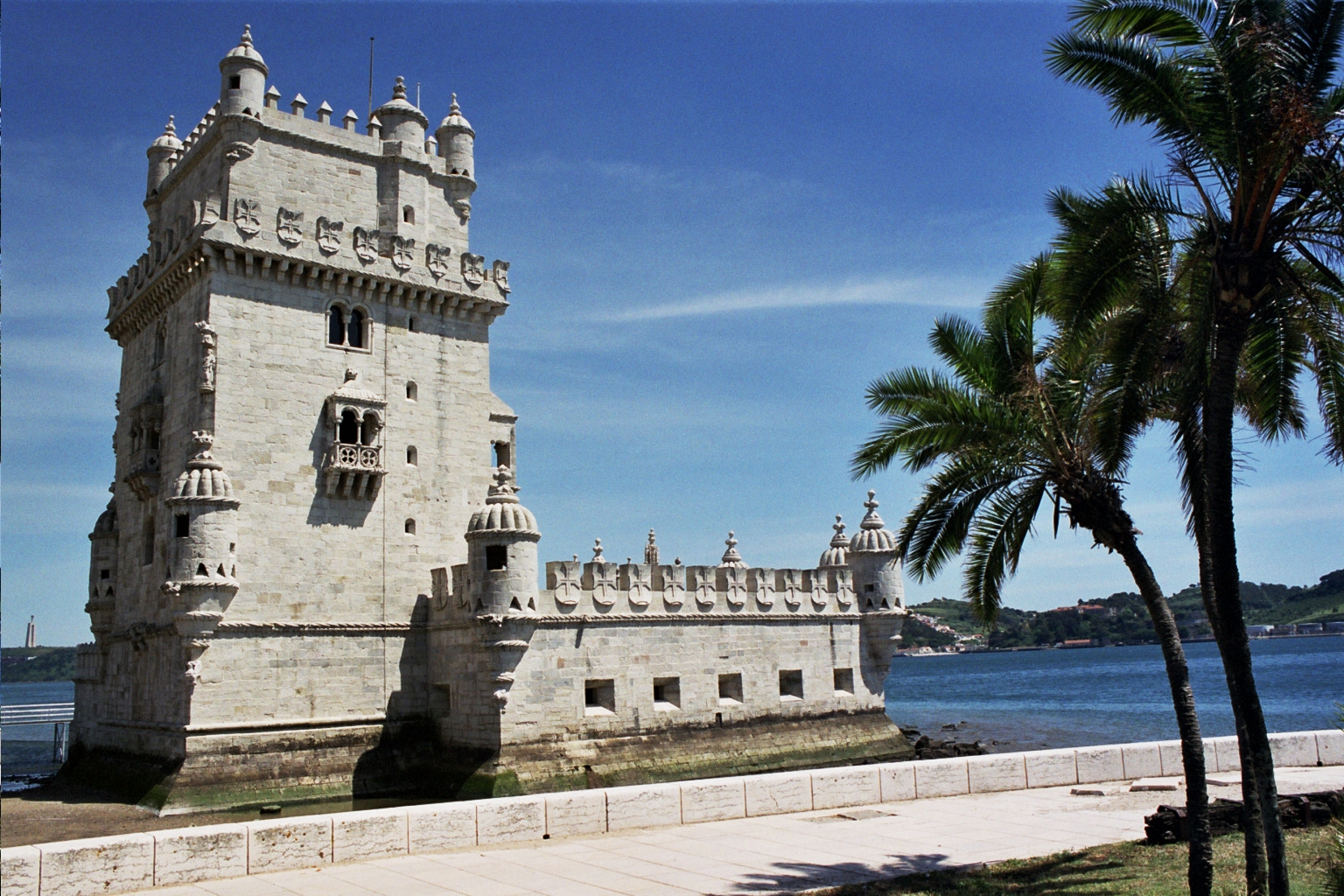
Torre de Belém

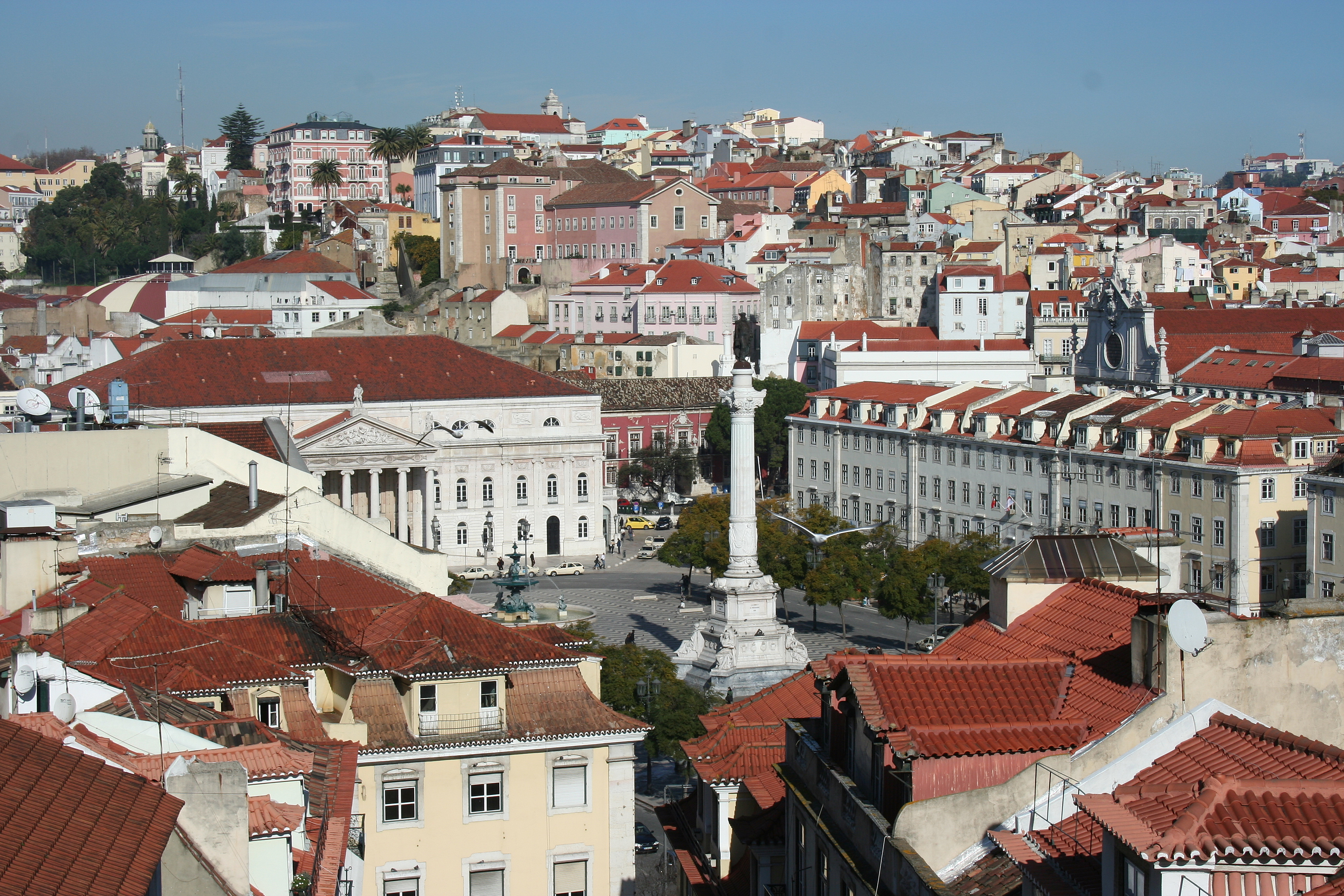
Plaça Dom Pedro IV

El nucli històric es divideix bàsicament en quatre barris:

#### Baixa
La Baixa Pombalina és el cor de la ciutat. Es troba sobre les ruïnes de l'antiga ciutat que va destruir el terratrèmol de Lisboa de 1755. La seva planificació urbana, de carrers en quadrícula i edificis similars, es deu al marquès de Pombal. La Baixa és també el major districte comercial de Lisboa. S'hi troben la majoria de monuments, com el Teatre Nacional Senyora Maria II, la Praça do Comércio i el Rossio.

#### Alfama
Alfama és un barri d'estrets carrers, bressol del fado. Va sobreviure al terratrèmol de Lisboa. En l'Alfama es troba la majoria de locals de fado, on es pot gaudir d'un sopar o una copa mentre s'escolten les cançons en directe. A diferència del Bairro Alto, l'Alfama és una zona molt més tranquil·la. També s'hi troba la catedral així com el castell de Sant Jordi.

#### Barri Alt
El Barri Alt és una àrea del centre de Lisboa. És un districte comercial, d'entreteniment i residencial. Actualment, el Barri Alt és el lloc de reunió dels joves de la ciutat i una de les principals zones de lleure nocturn. En aquest barri se solen concentrar els grups de tribus urbanes, que posseeixen establiments i llocs de reunió propis. El fado encara sobreviu en les nits lisboetes. La gent que freqüenta el barri alt de nit és una barreja de locals i turistes.

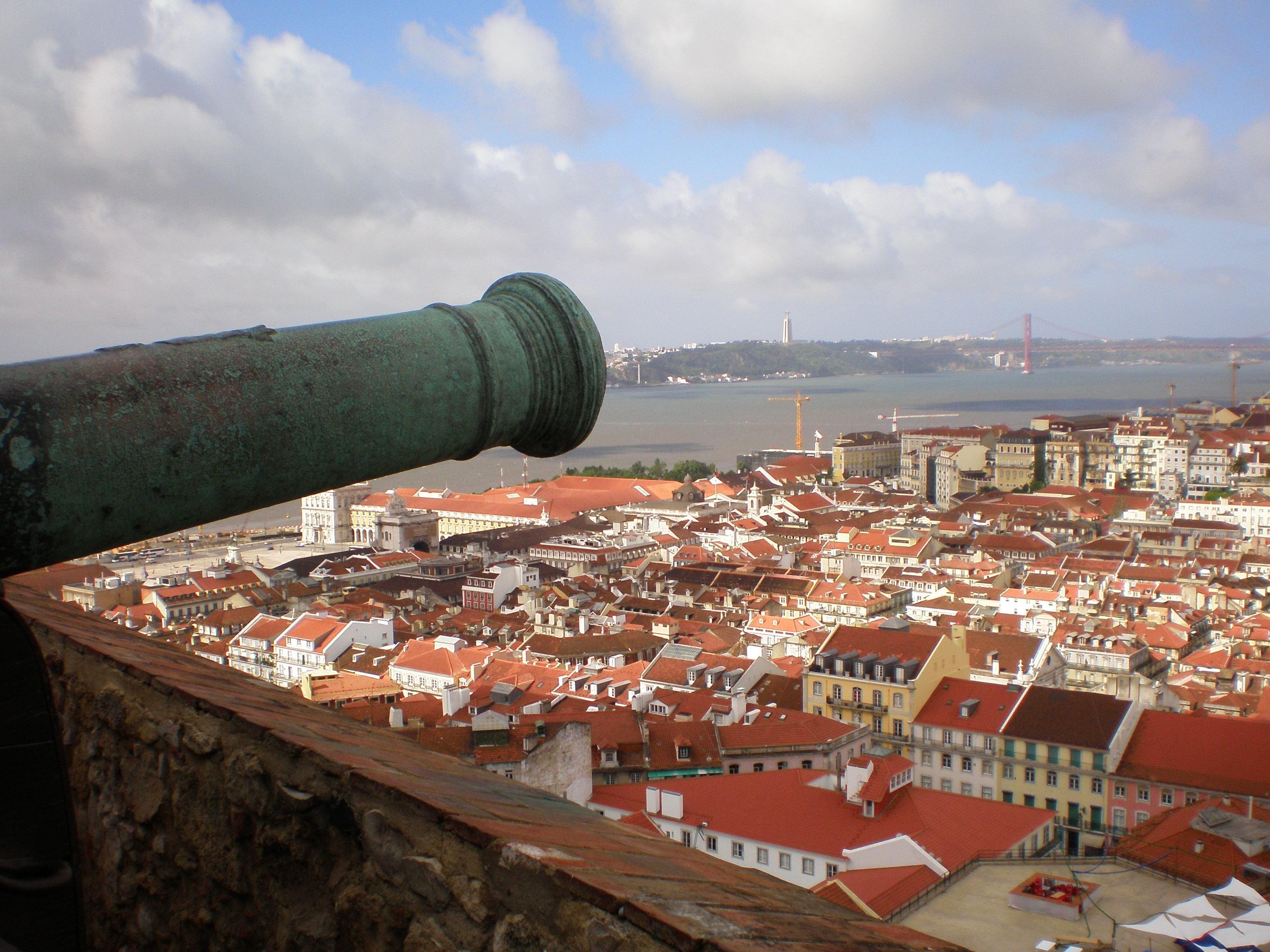
Vista de la ciutat des del castell de Sant Jordi

#### Barri de Belém
A la ribera del Tajo, es troba el barri històric de Belém. La seva principal atracció turística és el monestir dels Jerònims, la construcció del qual va començar el 1501 i es va tardar setanta anys a acabar-lo. Durant la construcció, el monestir va costar l'equivalent a 70 kg d'or per any. La major part dels costos van ser sufragats mitjançant el comerç d'espècies. És el millor exemple del que s'ha denominat estil manuelí, la inspiració del qual prové dels territoris visitats durant l'era dels descobriments, també influït pel gòtic i l'estil renaixentista. Les restes de Luís de Camões, autor de l'obra Os Lusíadas, i les de l'explorador Vasco da Gama reposen al monestir. Molt a prop del monestir es troba la torre de Belém, construïda també en estil manuelí dins de les aigües de l'estuari del Tajo.

### Demografia

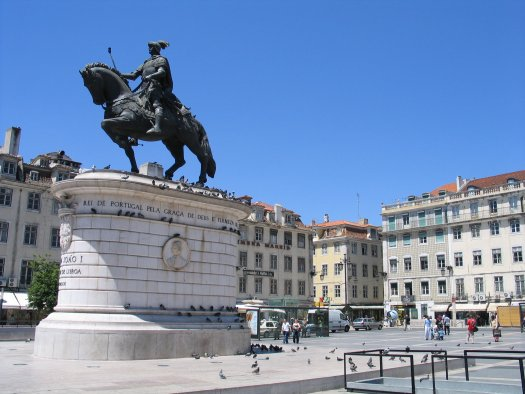
Praça da Figueira

La població de la ciutat és de 564.477 segons el cens de 2001, l'àrea metropolitana té 2.641.006 habitants en una extensió propera als 3.000 km², prop d'un terç de la població de Portugal. La densitat de població de la ciutat és de 6.518,1 habitants/km².
L'àrea metropolitana de Lisboa és una de les àrees metropolitanes europees que més ràpid creixen, i s'estima que la seva població augmentarà fins i tot 4,5 milions d'habitants el 2050.
Com a curiositat cal afegir que els lisboetes reben el renom d'alfacinhas, a causa de l'intensiu cultiu d'enciams que feien els antics habitants de Lisboa en els camps propers a la capital (alface en portuguès és enciam).
| Evolució demogràfica de la ciutat de Lisboa (1801 – 2004) | Evolució demogràfica de la ciutat de Lisboa (1801 – 2004) | Evolució demogràfica de la ciutat de Lisboa (1801 – 2004) | Evolució demogràfica de la ciutat de Lisboa (1801 – 2004) | Evolució demogràfica de la ciutat de Lisboa (1801 – 2004) | Evolució demogràfica de la ciutat de Lisboa (1801 – 2004) | Evolució demogràfica de la ciutat de Lisboa (1801 – 2004) | Evolució demogràfica de la ciutat de Lisboa (1801 – 2004) | Evolució demogràfica de la ciutat de Lisboa (1801 – 2004) |
| --------------------------------------------------------- | --------------------------------------------------------- | --------------------------------------------------------- | --------------------------------------------------------- | --------------------------------------------------------- | --------------------------------------------------------- | --------------------------------------------------------- | --------------------------------------------------------- | --------------------------------------------------------- |
| 1801                                                      | 1849                                                      | 1900                                                      | 1930                                                      | 1960                                                      | 1981                                                      | 1991                                                      | 2001                                                      | 2004                                                      |
| 203.999                                                   | 174.668                                                   | 350.919                                                   | 591.939                                                   | 801.155                                                   | 807.937                                                   | 663.394                                                   | 564.657                                                   | 529.485                                                   |

## Història

### Edat antiga

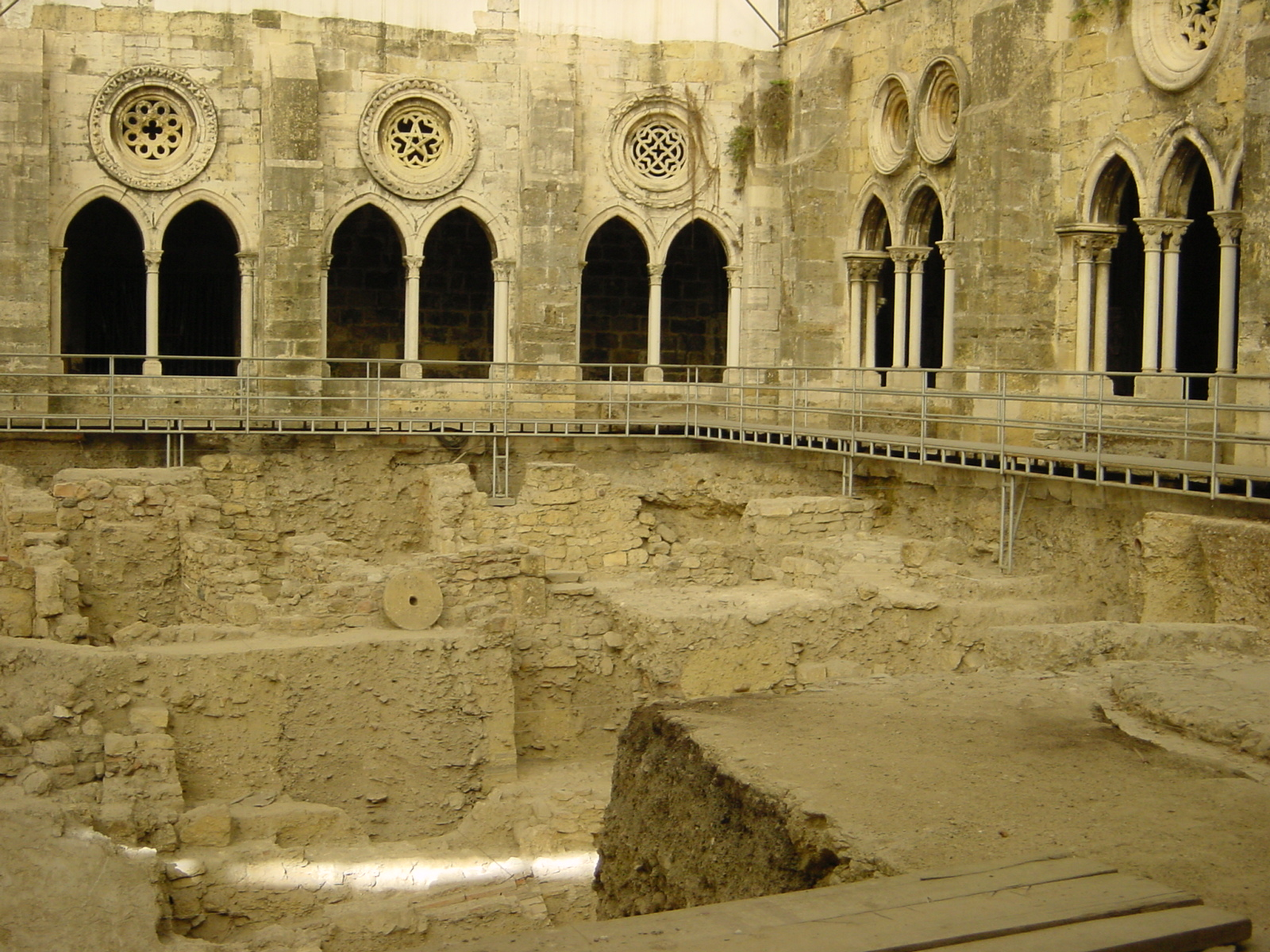
Troballes arqueològiques d'origen fenici sota el claustre de la catedral de Lisboa

Lisboa és per a uns d'origen grec, per a altres fenici. El port natural que creava l'estuari del riu Tajo el va convertir en un punt per crear un assentament que proveís de menjar els vaixells fenicis que es trobaven en ruta comercial cap a les illes de l'Estany (actualment illes Scilly i Cornualla).
Els fenicis també van aprofitar la situació de la colònia en la boca del riu més gran de la península Ibèrica per a comerciar amb les tribus de l'interior, de les quals obtenien metalls preciosos. Un altre important producte local era la sal, el peix salat i els cavalls lusitans.
Segons la llegenda, la ciutat hauria estat fundada per Ulisses, i els grecs hi haurien establert un port comercial. La llegenda prové del nom romà de la ciutat, Olissipo, que amb el temps va canviar a Olissipona o Lissipona. Les investigacions arqueològiques han tret a la llum evidències de primitiva ocupació humana en la localització de Lisboa des de, almenys, el segle vi aC, successivament per fenicis, grecs i cartaginesos. Les informacions històriques comencen en el context de la conquesta romana d'Hispània per part de les legions romanes, quan era denominada Olissipo. Serveix, a partir del 137 aC, com a base d'operacions del cònsol Dècim Juni Brutus Gal·laic contra els nuclis de lusitans dispersos després de l'assassinat del seu líder, Viriat, quan s'admet que ací, per aqueix motiu, hauria existit algun tipus d'estructura defensiva. Posteriorment, en el 60 aC, sent propretor Gai Juli Cèsar, conclogué la conquesta definitiva de Lusitània, i va concedir a la població el nom de Felicitas Júlia, i als seus habitants els privilegis de la ciutadania romana.
Durant les invasions de l'Imperi Romà pels bàrbars, a les quals la península no va ser immune, la ciutat va ser conquistada pels sueus sota el comandament de Maldras a mitjans del segle v, i pocs anys més tard pels visigots sota el comandament d'Euric; es tornà definitivament visigoda sota el regnat de Leovigild. Segles més tard, en el segle viii, la ciutat cau sota domini musulmà (716), passa a anomenar-se Al-Ushbuna o al-ʾIšbūnah (الأشبونة). Les transcripcions més freqüents són Ushbuna, al-Ushbuna i Lashbuna. Fou part de la kura de Béja, però aviat es va formar una província separada amb Ushbuna, Santarem i Sintra que va portar el nom de Balata.

### Edat mitjana

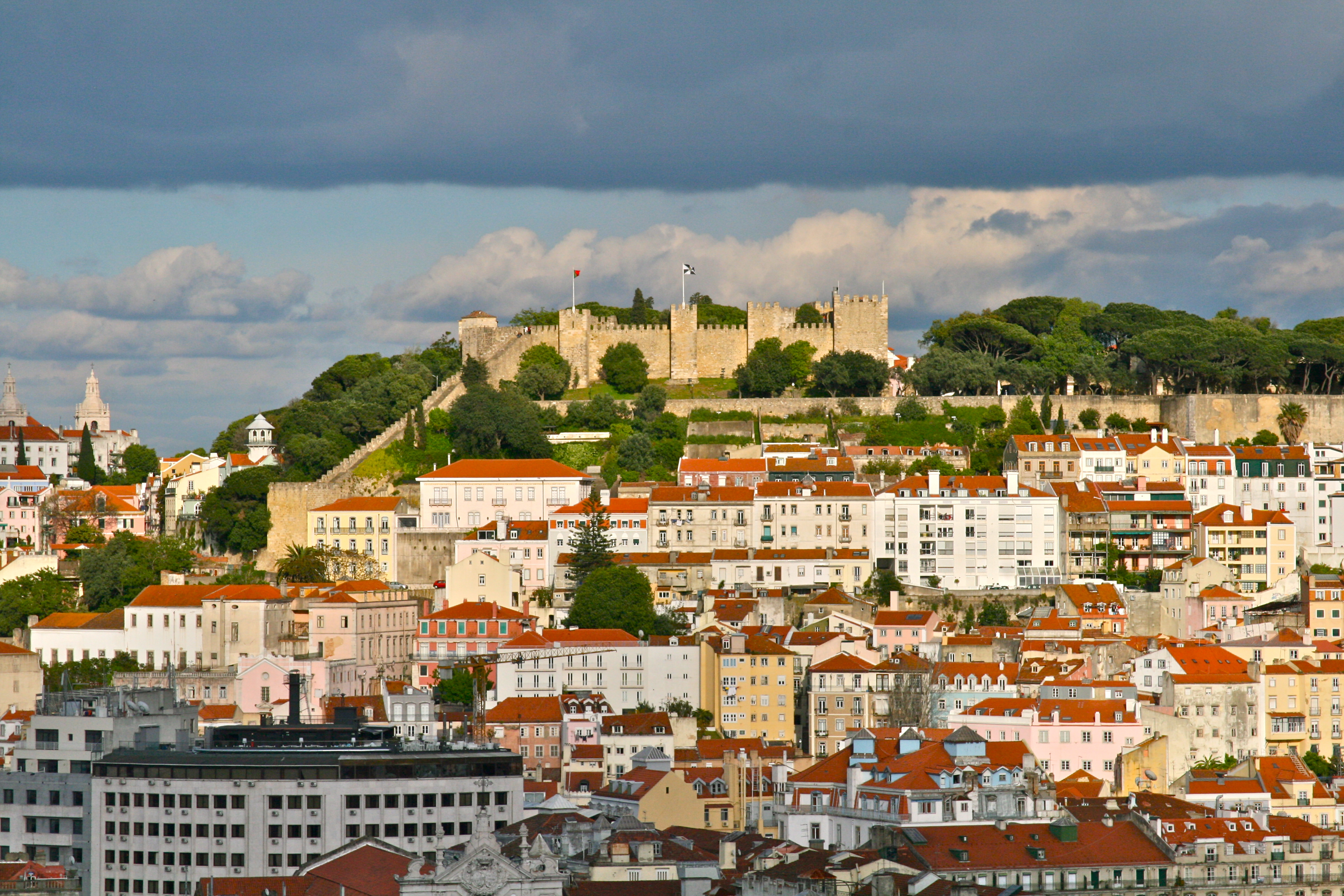
Castell de Sant Jordi de Lisboa, iniciat pels musulmans

En el context de la conquesta cristiana de la península, la seua possessió oscil·la a l'aire de les envestides cristianes, que la consideren una mica al marge del riu Tajo. D'eixa forma, va ser conquistada inicialment per Alfons II d'Astúries, en la contraofensiva de 796. En eixa ocasió la ciutat va ser saquejada i les forces cristianes, massa distants de la seua base en la regió d'Entre-Duero-i-Miño, se'n van retirar de seguida.
El 937 els lleonesos van creuar el Duero i van arribar a Mèrida i Badajoz: derrotaren els cordovesos prop de Lisboa i Ordoni III de Lleó va fer una ràtzia fins a Lisboa el 955 en què la ciutat va patir severs danys. El 844 fou atacada pels normands (o madjus); el governador d'Ushbuna va escriure a l'emir de Còrdova alertant que 54 galeres nòrdiques havien ancorat a la vora de la ciutat i durant 13 dies es van dedicar a matar i saquejar fins que finalment van marxar cap al sud. Un segon atac normand es va produir el 966.
Sabur o Sapur, llibert del califa al-Hakam II, era governador de l'Àndalus occidental (Gharb al-Àndalus), que incloïa Lisboa als darrers anys del califat. Vers el 1012 va proclamar la seva independència adoptant el títol d'hadjib i establint la seva capital a Badajoz. Va morir el 1022 i un dels seus fidels, Abd-Al·lah ibn Muhàmmad ibn Màslama ibn Abd-Al·lah ibn al-Àftas al-Mansur, conegut després com al-Mansur o Almansor I de Badajoz, va exercir la regència de dos fills menors d'edat als quals no va tardar a suplantar. Els dos menors foren instal·lats a Lisboa però al cap d'un mes, a petició de la població, hi va designar un nou governador. El 1027 el sevillà Abu-l-Qàssim Muhàmmad ibn Abbad va sotmetre l'emirat, i l'emir va haver de reconèixer la sobirania de Sevilla, però quan el 1030 Yahya I ibn Alí, califa a Màlaga, va posar Sevilla sota la seva sobirania feudal, l'emir de Badajoz es va declarar independent i va esclatar la lluita; llavors els sevillans van capturar l'hereu de Badajoz, Muhammad ibn Abd Allah, cosa que no va agradar al califa Yahya, que va amenaçar el rei de Sevilla i va impulsar aquest a treure altre cop la figura del fals califa Hixem II. El 1031 al-Mansur I va assolir la completa independència. El 1034 el príncep abbadita Ismail ibn Abbad de Sevilla (fill gran del rei Abu-l-Qàssim Muhàmmad), al retorn d'una expedició a Lleó va caure en una emboscada que li va parar l'emir de Badajoz al-Mansur I prop de Lisboa; Ismail es va salvar per poc i es va refugiar a Lisboa, cosa que indicaria que la ciutat havia estat incorporada com a domini abbadita i separada de la taifa de Badajoz, com també fou el cas de Béja (on el 1042 va néixer el príncep Mutamid de Sevilla). No se sap quan va retornar Lisboa a domini de Badajoz.

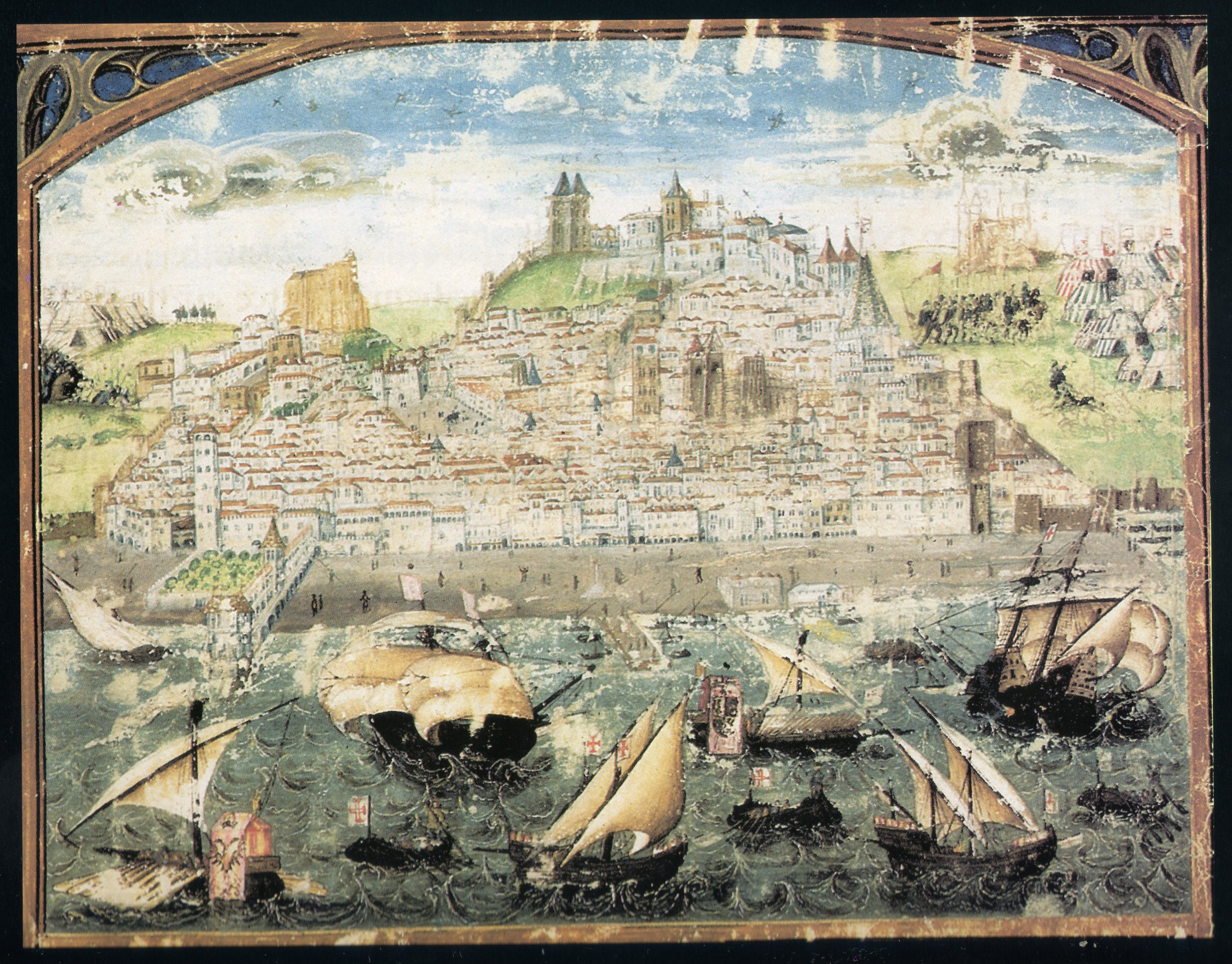
La representació més antiga de Lisboa (1500–1510), de la Crónica de Dom Afonso Henriques, per Duarte Galvão

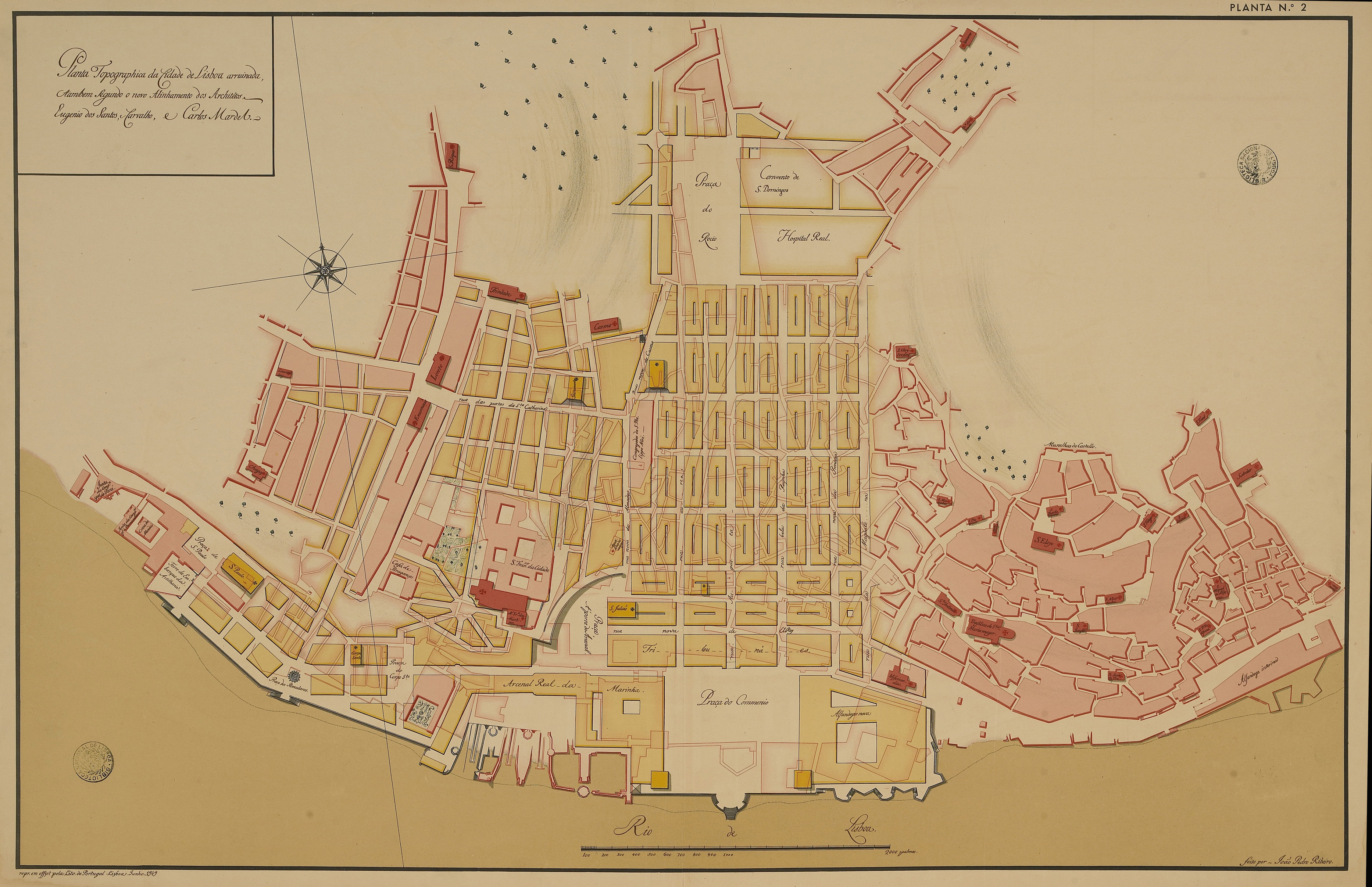
Plànol elaborat pel marquès de Pombal el 1756 per la reconstrucció de Lisboa després del terratrèmol de 1755.

Davant del perill cristià l'emir de Badajoz al-Mutawàkkil ibn al-Aftas va demanar l'ajuda dels almoràvits mitjançant ambaixades a llur sobirà Yússuf ibn Taixfín. Una vegada a la península, els almoràvits, amb al-Mutawàkkil i altres reietons aliats, van derrotar Alfons VI en la batalla de Sagrajas, prop de Badajoz, el 23 d'octubre de 1086. Al-Mutawàkkil, des de llavors, intentà guanyar el favor de Yússuf, cooperant amb ell en algunes empreses, però al mateix temps, davant el temor de perdre el seu regne, pactava també amb el rei lleonès, que l'ajudaria contra els almoràvits a canvi de les places de Lisboa, Sintra i Santarem, ciutats en les que Alfons entrà el maig de 1093. Això va enfurismar els seus súbdits, que van avisar els almoràvits, els quals el van atacar en la primera meitat de l'any 1094. Al-Muttawàkkil va resistir fins a 1095 o 1096, en què va ser capturat i més tard assassinat (febrer del 1096?) juntament amb alguns dels seus fills. L'aliança defensiva amb els lleonesos no es va sustentar, perquè, implicat en la defensa dels seus territoris, el sobirà cristià no va ser capaç d'assistir al governant musulmà, i els territoris que aquest li havia cedit van tornar a caure, a l'any següent, a mans dels musulmans (1094) després de quasi un any i mig de domini cristià. D'aquesta manera, Lisboa, Santarém i Sintra van tornar al domini musulmà, ara sota els almoràvits.
La fortificació, en aquest període, estava constituïda per l'Alcassaba, de planta aproximadament quadrangular, amb prop de 60 metres de costat, en posició dominant a la part alta del pujol, defensada per muralles amb aproximadament 200 metres d'amplària. D'aquest nucli, el perímetre del qual correspon sensiblement als límits actuals del castell, a l'est i a l'oest els murs descendeixen fins al riu embolcallant la població, reforçats per torres on s'obrien les portes.
La retirada de guarnicions almoràvits per fer front als almohades al Marroc va facilitar l'expansió dels regnes cristians. Alfons Henriques, que el 1139 s'havia proclamat primer rei de Portugal, esmentat a les fonts musulmanes com Ibn al-Rik (Fill d'Enric), va atacar Lisboa però va fracassar vers 1140. Però la conquesta de Santarem el 15 de març de 1147 va obrir la ruta de Lisboa; justament una flota de croats que anava a Palestina, amb 164 vaixells i 13.000 soldats alemanys, flamencs i anglesos, i havia ancorat a Oporto, fou convençuda pel bisbe local d'ajudar els portuguesos a conquerir Lisboa a canvi del botí en el marc de la segona croada. El govern local, el formava un consell compost pel governador, el cadi, el bisbe mossàrab i un cert nombre d'ancians; els anglesos van atacar per l'oest i els alemanys per l'est fins que la ciutat fou ocupada i saquejada (24 d'octubre de 1147); el setge havia durat 17 setmanes. La gran mesquita fou transformada en església (avui catedral) i el sacerdot anglès Gilbert de Hastings nomenat primer bisbe. La ciutat fou coneguda des de llavors com Lisboa. El 1255 es va convertir en capital del Regne de Portugal.

### Edat moderna
L'època de major prosperitat per a Lisboa va ser el segle xvi gràcies al comerç amb Àsia i Amèrica, i l'or provinent del Brasil. La ciutat va patir un terratrèmol el 1531 i un segon l'1 de novembre de 1755 va destruir el 85% de la ciutat i 90.000 persones van morir. El 25 d'agost de 1988 tingué lloc l'incendi del Chiado, i el barri va haver de ser reconstruït per l'arquitecte Álvaro Siza Vieira.

## Monuments

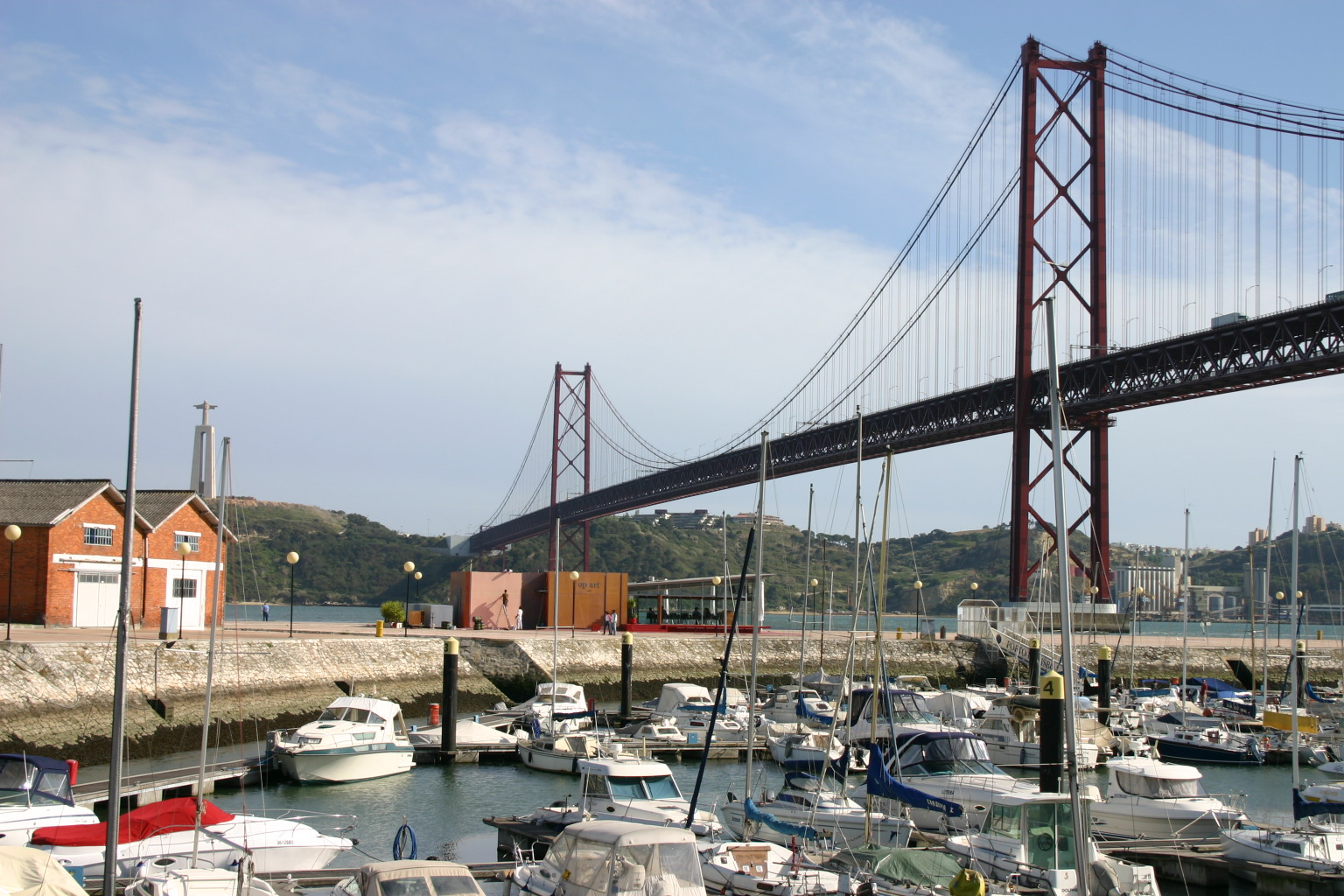
Pont 25 d'Abril i Docas

Com a monuments i llocs d'interès turístic es destaquen, de la Lisboa medieval:
- el castell de Sant Jordi, al turó més alt del centre de la ciutat.
- el barri d'Alfama, de carrers estrets, que va sobreviure al terratrèmol de 1755.
- la Seu.
- el convent del Carme.

De la ciutat de l'època dels descobriments podem veure avui, a la zona de Belém, dues construccions classificades per la UNESCO com a Patrimoni de la Humanitat:
- el monestir dels Jerònims, edificat per ordre del rei Manuel I.
- la torre de Belém, construcció militar de guàrdia a la desembocadura del Tajo.

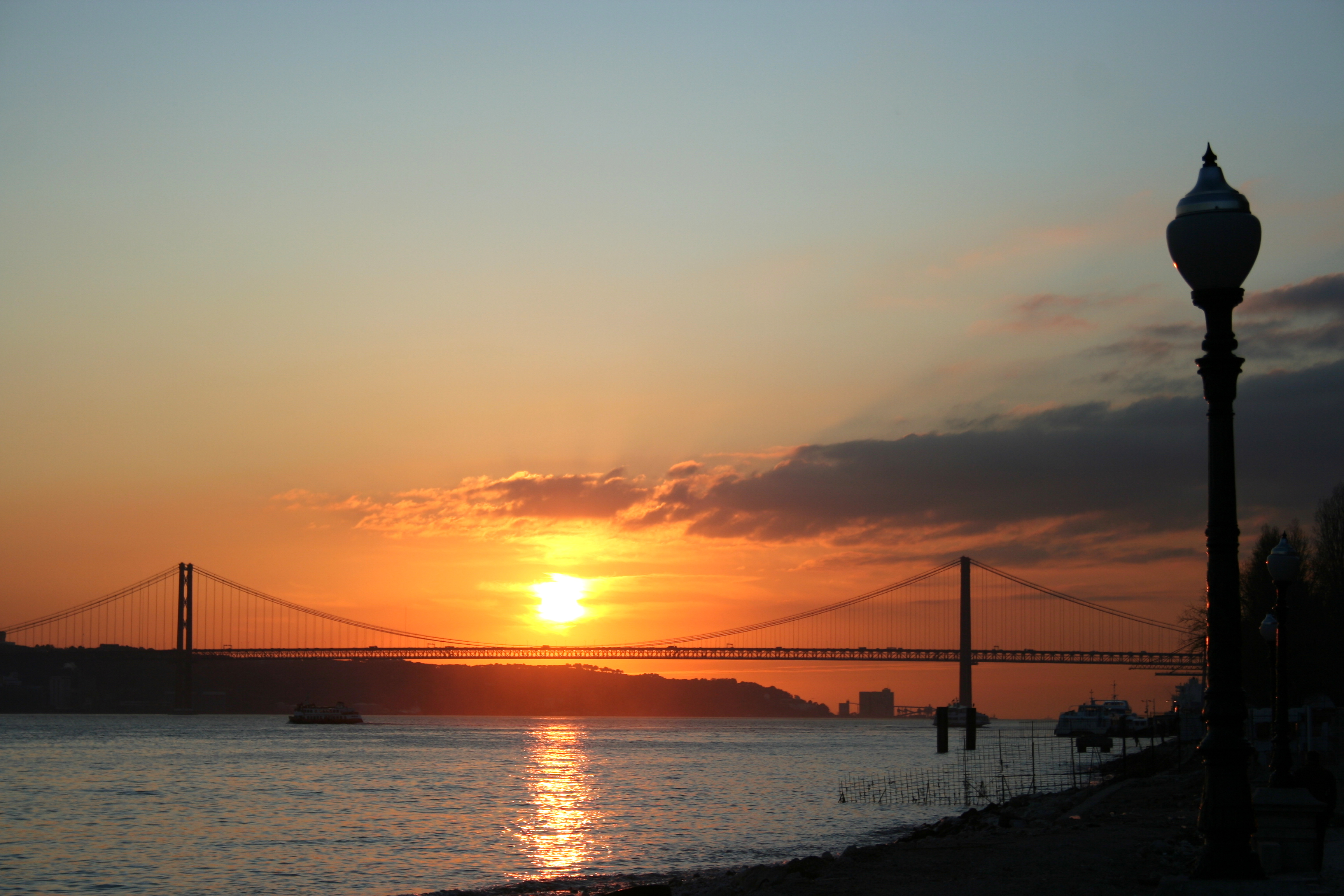
Pont 25 d'Abril

De l'època Renaixentista i barroca destaca l'església de Sant Roc (São Roque), on es pot trobar un important conjunt de retaules
Des de l'inici del segle xviii el monument més significatiu és l'aqüeducte de les Aigües Lliures. Després del terratrèmol de 1755, segons el pla en quadrícula aprovat pel marquès de Pombal per a la zona central de la ciutat (a l'anomenada "Baixa pombalina"), van construir-se les places del Comércio, a prop del Tajo, i la de Dom Pedro IV (antigament conegut com el Rossio). A les proximitats, i amb interès històric o artístic, es troben la Praça dos Restauradores i l'Elevador de Santa Justa, ascensor projectat al final del segle xix per Mesnier du Ponsard, un deixeble d'Eiffel.

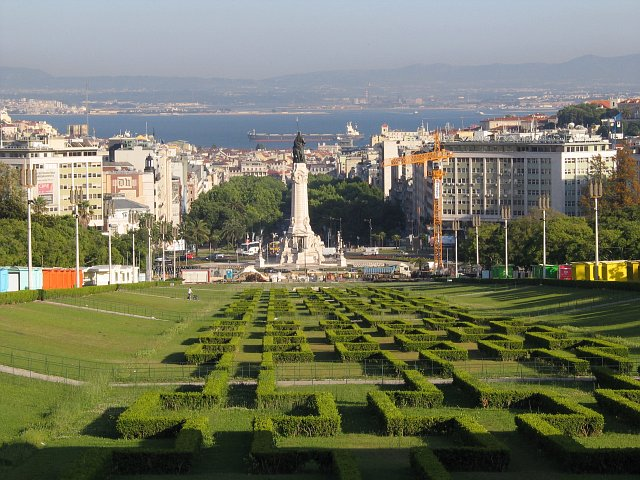
Parc Eduard Setè

També destaquen els palaus reials de les Necessitats (Palácio das Necessidades) i d'Ajuda, a la part oest de la ciutat.
A la fi del segle xix els plans urbanístics permetran estendre la ciutat més enllà de la Baixa, vall amunt, cap a l'actual Avenida da Liberdade (Avinguda de la Llibertat). El 1934 és construïda la Praça do Marquês de Pombal, que tanca la part superior de l'avinguda. A més, aquestes noves zones burgeses de la capital foren les primeres a rebre electricitat provinent de la Central Tejo, la central termoelèctrica situada al barri de Belém, que il·luminarà Lisboa i la seua regió durant la primera meitat de segle xx.
Al segle xx destaquen els extensos plans urbanístics de les Avingudes Noves, la Universitat de Lisboa i la zona dels Olivais, i els més recents Parc de les Nacions i la zona de l'Alta de Lisboa, encara en construcció. Els edificis més notables pel que fa a l'arquitectura del final del segle xx són, entre d'altres, les Torres das Amoreiras (1985, de l'arquitecte Tomás Taveira), el Centre Cultural de Belém (inaugurat el 1991), l'Estació d'Orient (de Santiago Calatrava), la Torre Vasco da Gama i l'Oceanari de Lisboa (de Peter Chermayeff), tots de 1998.

## Economia
El port de Lisboa genera una gran activitat econòmica.
Les indústries principals són el refinament de petroli, indústria tèxtil, drassanes, siderúrgia i pesca; tot i això, el sector terciari és predominant.
Lisboa és la ciutat més rica de Portugal, amb un PIB per capita superior a la mitjana europea.

## Cultura

### Música
La música tradicional de Lisboa és el fado, cançó nostàlgica acompanyada amb la guitarra portuguesa.

### Espais públics i museus
Lisboa disposa de nombroses universitats públiques i privades (Universitat de Lisboa, Universitat Tècnica de Lisboa, Universitat Nova de Lisboa), biblioteques (Biblioteca Nacional) i museus: en destaca el Museu Nacional d'Art Antic, el Museu Calouste Gulbenkian, El Museu Arqueològic do Carmo, el Museu col·lecció Berardo d'art contemporani, el Museu do Chiado, el Museu da Electricidade, el Museu de Farmácia, l'Oceanari de Lisboa, el Museu Nacional dos Coches, el Museu Militar i el Museu de la Ciutat. Entre les sales d'espectacles destaquen el Coliseu de Lisboa, l'Aula Magna de la Universitat de Lisboa, el Teatre Nacional D. Maria II, el Teatre Nacional de São Carlos (Ópera), els auditoris de la Fundació Calouste Gulbenkian i del Centre Cultural de Belém i el Pavelló Atlàntic.

### Gastronomia
La gastronomia de Lisboa està influïda per la proximitat al mar. Són especialitats típicament lisboetes les pataniscas de bacalhau, els peixinhos da horta (que són fets amb mongetes verdes, no pas amb peix) i els famosos pastissos de Belém.

### Cinema
Tots els anys tenen lloc aquests festivals:
- DocLisboa - Festival internacional de cinema documental
- Festival de Cinema Gai i Lèsbic de Lisboa
- IndieLisboa Arxivat 2008-08-19 a Wayback Machine. - Festival internacional de cinema independent

### Esports

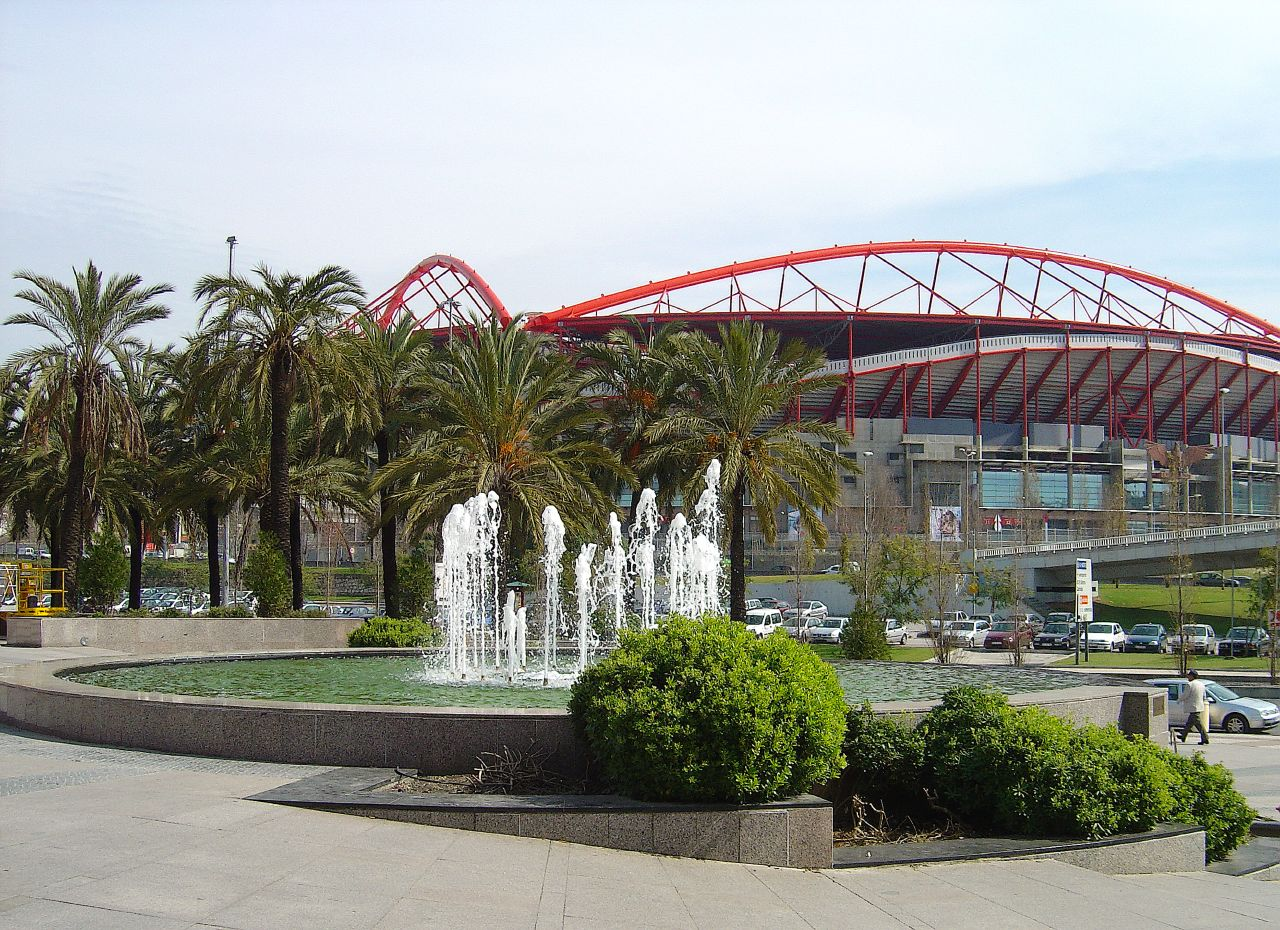
Estadi del Benfica

Els clubs esportius Sporting Clube de Portugal i Sport Lisboa e Benfica (coneguts com a Sporting i Benfica) juguen en diferents modalitats esportives de les categories més altes de les competicions portugueses i europees. Els Belenenses és un altre important club esportiu amb una gran tradició en l'esport portuguès, té la seu també a la capital.
El futbol és l'esport més popular de Lisboa. Els clubs de futbol més importants són el Benfica, l'estadi del qual és el Estádio da Luz, amb cinc estrelles de la UEFA, i que posseeix 65 mil places. El Benfica ha guanyat en dues ocasions la Lliga de Campions de la UEFA, el segon títol futbolístic més prestigiós d'Europa, per davant de la Champions League, havent estat a la final en diverses ocasions. Els seus jugadors més famosos són Eusébio, Rui Costa, Nuno Gomes i Simão Sabrosa.
L'Sporting de Lisboa és l'altre gran club de futbol de la ciutat: també juguen en un estadi de 5 estrelles. Van guanyar la Recopa d'Europa una vegada i han estat finalistes de la Copa de la UEFA. Juguen a l'Estádio José Alvalade (segle xxi) amb capacitat per a 52.000 persones. Els colors de l'estadi són verd i blanc. Els jugadors de l'equip més famosos són Luís Figo i Cristiano Ronaldo.
Els Belenenses és el tercer equip de futbol de la ciutat, jugant en l'Estádio do Restelo en la freguesia de Belém. Encara que competeixen en la SuperLiga amb els seus compatriotes el Benfica i Sporting de Lisboa, es mantenen molt per darrere d'aquests dos, amb un nombre d'aficionats molt inferior.
El futbol sala, és probablement el segon esport més popular de Lisboa, havent-hi quatre equips en la primera lliga. Els tres grans equips esportius, Belenenses, Benfica i Sporting posseeixen equip professional mentre que el S.L. Olivais és un equip amateur.
L'handbol està guanyant popularitat a Portugal i Lisboa va ser seu del Mundial masculí d'handbol de 2003, que es va disputar en el Pavilhão Atlântico. Els Belenenses, Benfica i Sporting tenen equip professional, jugant en la primera divisió. El Bàsquet professional té seguidors a Lisboa amb el Benfica i el Belenenses com a equips representant a la ciutat.
Un altre esport popular és l'hoquei, que després de la victòria de la selecció nacional ha obtingut una gran afició a la ciutat, sobretot entre els que recolzen el major equip de Lisboa, el Benfica.
Òbviament en la ciutat es practiquen altres esports com la vela, golf, ciclisme, etc.

## Personatges rellevants
- António Lobo Antunes, escriptor.
- Alexandre Rey Colaço, compositor musical que va treballar durant molts anys en aquesta ciutat fins a morir-hi.
- António Vieira, trinitari i compositor de música sacra.
- Frederico de Freitas (1902-1980), compositor i director d'orquestra.
- João Jordani (1793-1860), compositor musical.
- José Anastácio da Cunha (1744-1787), matemàtic.
- António Soller (1840-[...?]), pianista i compositor musical.
- Luciano Xavier Santos (1734-1808), compositor.
- Tomás del Negro (1850-1933), compositor musical.
- Antonio José de Rego (mort després de 1825), compositor d'òperes i música religiosa.

## Infraestructures

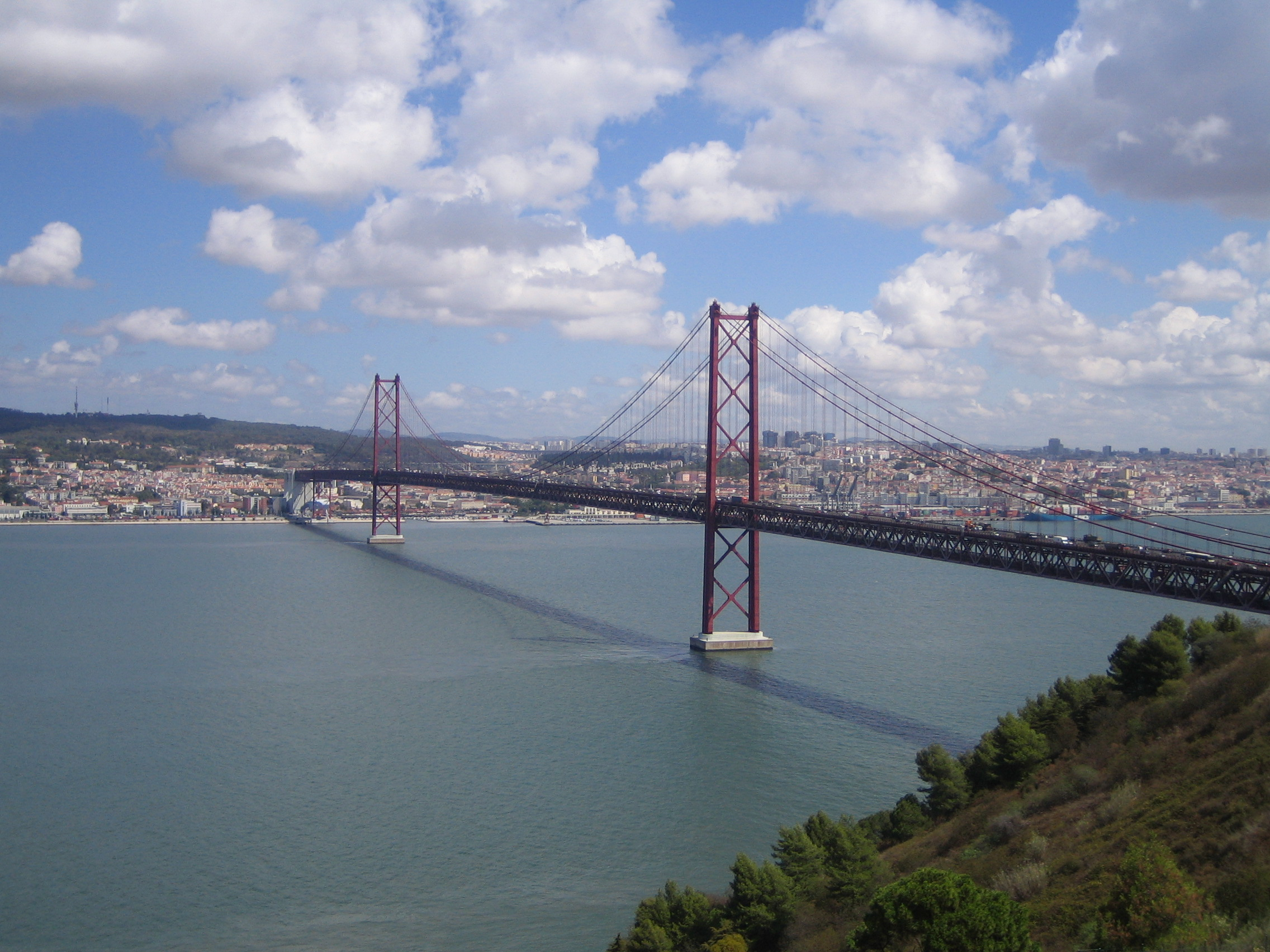
Pont 25 d'Abril

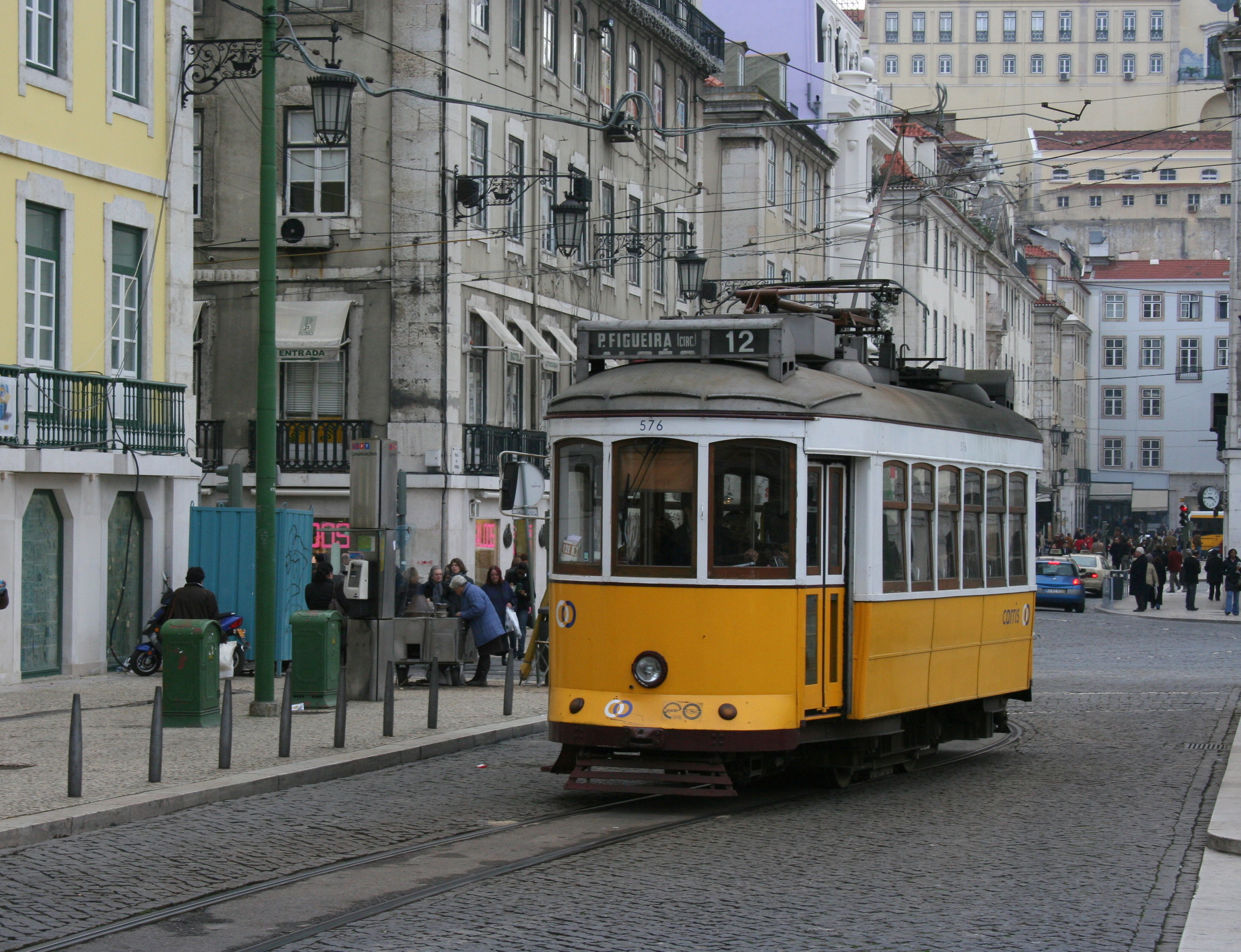
Tramvia de Lisboa

La ciutat està connectada a l'altre marge del riu Tajo per dos ponts: el pont 25 d'Abril, a la part sud, inaugurat el 6 d'agost de 1966, que connecta Lisboa i Almada i el pont Vasco da Gama, inaugurant el maig de 1998, que connecta el nord-est de la capital (Sacavém) amb la ciutat de Montijo.
L'aeroport de Lisboa (aeroport da Portela) se situa a 7 km del centre, a la zona nord-est de la ciutat. El 2005 va ser aprovada la construcció d'un nou aeroport a la zona d'Ota, prop de 40 km al nord de la ciutat.
El port de Lisboa és la destinació de nombrosos creuers i és un dels principals ports turístics europeus.
La ciutat va acollir, el 1998, l'exposició mundial (Expo 98), dedicada a la temàtica dels oceans. L'exposició va obrir el 22 de maig de 1998, precisament el dia en què es van celebrar els 500 anys de la descoberta de la ruta marítima per a l'Índia per Vasco da Gama.
La ciutat disposa d'una xarxa ferroviària urbana i suburbana amb 9 línies (4 de metro i 5 de tren suburbà, en total 119 estacions, 48 de metro i 71 de tren). Les principals estacions són Oriente, Rossio, Cais do Sodré i Santa Apolónia. Existeix a més una xarxa de transports fluvials que lliguen els dos marges del Tajo, amb estacions a Cais do Sodré, Belém, Terreiro do Paço i Parc de les Nacions, al marge nord, i Cacilhas, Barreiro, Montijo, Trafaria, Porto Brandão i Seixal al marge sud. No es pot deixar d'esmentar la xarxa de tramvies, que corre principalment per la part baixa de la ciutat. Molts en són encara models d'època, molt ben conservats, que desperten l'admiració dels joves i la nostàlgia dels més grans. I els taxis lisboetes, la majoria Mercedes Benz, que eren verds i negres i que des de fa uns anys han passat a lluir el color crema, típic de les ciutats alemanyes.

## Organització administrativa

### Administració municipal
El municipi de Lisboa està administrat per la Câmara Municipal, composta per 7 regidors. Hi ha una Assembleia Municipal, que és l'òrgan legislatiu del municipi, constituït per 107 diputats.
En les eleccions del 9 d'octubre de 2005, la composició dels òrgans autàrquics va ser la següent: 
| Òrgan                             | PSD | PS | PCP | BE | PP | PEV |
| Regidors de la Càmara Municipal   | 8   | 5  | 2   | 1  | 1  | 0   |
| Diputats de l'Assemblea Municipal | 56  | 28 | 13  | 5  | 3  | 2   |
| dels quals: elegits directament   | 23  | 16 | 5   | 5  | 3  | 2   |

El president de la càmara municipal és António Carmona Rodrigues.